# Gräntjärnen (Stora Tuna socken, Dalarna)
Gräntjärnen är en sjö i Borlänge kommun i Dalarna och ingår i Dalälvens huvudavrinningsområde.